# Philip Livingston

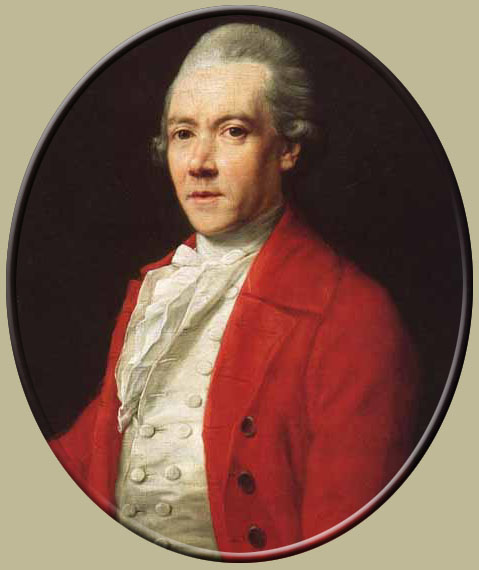
Philip Livingston

Philip Livingston (* 15. Januar 1716 in Albany, Provinz New York; † 12. Juni 1778 in York, Pennsylvania) war ein Händler, Politiker und Unterzeichner der Unabhängigkeitserklärung der Vereinigten Staaten.

## Leben
Er wurde in die prominente Familie Livingston hinein geboren. Sein Großvater Robert Livingston, der nach New York eingewandert war und eine große Besitzung kontrollierte, die nach seinem dortigen Gutshaus Livingston Manor benannt wurde. Sein Vater Philip Livingston war der zweite Lord of Livingston Manor. Dieser Philip war sein vierter Sohn, weswegen er nicht erben konnte. Seine Mutter war eine Tochter des Bürgermeisters von Albany, New York.
Livingston besuchte das Yale College und schloss es 1737 ab. Dann ließ er sich in New York City nieder und verfolgte eine kaufmännische Karriere. Er wurde als Händler bekannt und wurde 1754 in den Stadtrat gewählt. Bis 1763 wurde er jedes Jahr im Amt bestätigt. 1754 wurde er als Delegierter zum Albany-Kongress geschickt. Dort schloss er sich den Delegierten aus verschiedenen anderen Kolonien an, um mit den Indianern zu verhandeln und allgemeine Pläne in Zusammenhang mit dem Franzosen- und Indianerkrieg zu besprechen. Sie entwickelten außerdem einen Plan für eine Union der Kolonien, der jedoch von König Georg II. zurückgewiesen wurde.
Livingston wurde ein aktiver Unterstützer der Aufstellung und Ausrüstung von Truppen für den Krieg und wurde 1759 in das Repräsentantenhaus der Kolonie gewählt. Er behielt das Amt bis 1769 und diente 1768 als Sprecher des Repräsentantenhauses. Im Oktober 1765 nahm er am Stempelgesetzkongress teil, der im Protest gegen das Stempelgesetz den ersten förmlichen Protest an die Krone hervorbrachte, eine Einstimmung auf die Amerikanische Unabhängigkeitsbewegung. Livingston schloss sich stark dem radikalen Block im Kongress an. Er trat dem New Yorker Korrespondenzkomitee bei, um die Kommunikation mit den Führern der anderen Kolonien fortzusetzen.
Als New York 1775 eine Rebellenregierung aufstellte war er der Präsident des Provinzialparlamentes. Sie wählten ihn in diesem Jahr zudem zu einem der Delegierten für den Kontinentalkongress. Im Kongress unterstützte er stark die Trennung von Großbritannien und unterzeichnete 1776 mit anderen Delegierten die Unabhängigkeitserklärung der Vereinigten Staaten.
Nach der Annahme der Staatsverfassung von New York wurde er 1777 in den Staatssenat gewählt, während er weiterhin im Kontinentalkongress blieb. Er starb plötzlich während er an der sechsten Sitzung des Kongresses in York, Pennsylvania teilnahm und ist dort auf dem Aussichtshügelfriedhof begraben. Livingston war Presbyterianer, Freimaurer und einer der ersten Unterstützer des Kings College, der heutigen Columbia University.
Sein Bruder war Gouverneur William Livingston; sein Cousin Robert R. Livingston war US-Kongressabgeordneter und Kanzler. Seine Frau Christina Ten Broeck war eine Urenkelin des Bürgermeisters von Albany, New York. Eine seiner Töchter, Catherina, heiratete Stephen Van Rensselaer; deren Sohn Stephen Van Rensselaer III. heiratete Margarita Schuyler – eine Tochter von Philip Schuyler.